# Bard (Iowa)
Bard era una comunidad no incorporada en el condado de Louisa, en el estado estadounidense de Iowa .

## Historia
Cedar Rapids y Burlington Railway Company construyeron una línea de ferrocarril a través de las comunidades de Morning Sun, Wapello, Bard y Columbus Junction del condado de Louisa alrededor de 1869.
Bard se convirtió en una de las 17 aldeas del condado, y el historiador del condado de Louisa, Arthur Springer, esw, Lettsville, Cotter o Cotterville, Wyman, Cairo, Fredonia, Elrick Junction, Marsh, Gladwin, Newport y Bard, siendo diecisiete en total". La oficina de correos de Bard comenzó a operar en 1876. 
La población de la comunidad era 25 en 1890.
La oficina de correos de Bard cerró en 1901.
El 27 de abril de 1929, un tornado azotó el área de Bard. El tornado dañó una franja de tierra de dos millas de largo y 220 yardas de ancho, causando $2,100 en daños.